# Hoekgetrouwe projectie

Voorbeeld van een hoekgetrouwe afbeelding

Een hoekgetrouwe of conforme projectie is een kaartprojectie waarbij hoeken op de bol gelijk zijn aan de overeenkomstige hoeken op de kaart. Voor ieder punt heeft de kaart een schaal die niet van de richting afhangt.
Richtinggetrouwheid impliceert hoekgetrouwheid, maar niet omgekeerd, want een hoek is een eigenschap bij het snijpunt van krommen, niet over het verdere verloop van de richting van de kromme. Hoekgetrouwheid betekent ook niet 'vervormingsvrij'. Een projectie die hoekgetrouw is, kan niet ook oppervlaktegetrouw zijn.
Voorbeelden van hoekgetrouwe projecties zijn:
- (Transversale) mercatorprojectie
- Lambertprojectie
- Stereografische azimutale projectie